# Ferrarisläufer

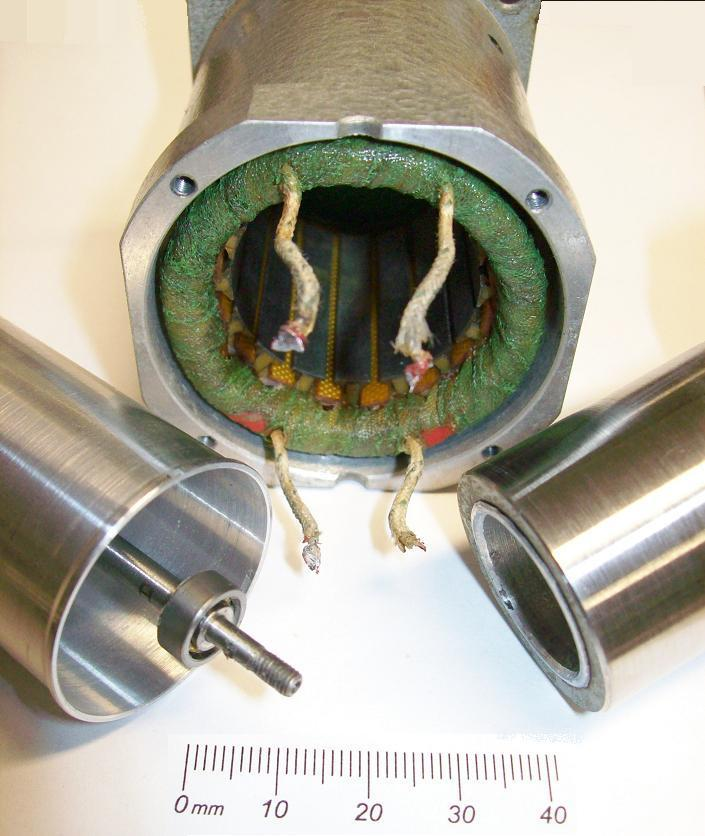
Teile eines Ferraris-Motors (36 V/400 Hz Drehstrom): links: Ferrarisläufer (Aluminium-Zylinder), oben: Stator mit Wicklungen, rechts: innerer Teil des Stators (Blechpaket, magnetischer Rückschluss)

Ferrarisläufer ist eine auf Galileo Ferraris zurückgehende Bauform des Läufers von Asynchronmotoren.
Ferrarisläufer bestehen meist aus Aluminium, enthalten jedoch im Gegensatz zu Käfigläufern kein Eisen. Sie haben die Form
- einer dünnen Scheibe, wie beispielsweise in elektromechanischen Ferraris-Zählern, oder
- eines dünnwandigen Zylinders, wie in hochdynamischen Stellmotoren für Flugzeuge.

Der Läufer bewegt sich im magnetischen Drehfeld aufgrund der in ihm induzierten Wirbelströme und deren Magnetfelder.
Sein Vorteil ist das im Vergleich zu Käfigläufern äußerst geringe Trägheitsmoment (durch die Auslagerung des Eisens) und der ruhigere Lauf (durch seine höhere Symmetrie).